# Nekropola Biskup
Nekropola Biskup, naselje Glavatičevo, općina Konjic, nalazi se na popisu id 30 srednjovjekovnih nekropola stećaka koje su 2016. godine proglašene Svjetskom baštinom UNESCO-a.
Nekropola je i nacionalni spomenik Bosne i Hercegovine.

## Lokacija
Biskup je selo u blizini Glavatičeva, oko 30 km udaljeno od Konjica, prema jugoistoku. Pored makadamskog puta na manjem uzvišenju poznatom pod nazivom Grčka glavica, nalaze se ostaci crkve i nekropola sa stećcima.

## Povijest
Velikaški rod Sankovići (u pisanim izvorima Bogopanci, Draživojevići, Miltenovići i Sankovići) može se pratiti od 1306. do 1404. godine. Početkom 14. stoljeća djeluju na području Nevesinja, a poslije 1335. godine proširuju vlast na Zagorje, a kasnije na Dabar, Popovo polje, Primorje i Konavle. Kao predstavnici Humske zemlje redovno su učestvovali u Zboru bosanskih velikaša, posebno u periodu od 1330. do 1404. godine. Obiteljsko groblje nalazilo se u selu Biskupu, na teritoriju Komske župe. Nedaleko od Biskupa, u selu Zaborani, na krajnjem sjevernom dijelu Nevesinjskog polja, nalazio se dvor Radiča Sankovića. Posljednji Sanković bio je knez, a zatim vojvoda Radič. Sandalj Hranić Kosača je 1404. godine zarobio Radiča i preoteo čitavu njegovu oblast.

## Opis
Od 1954. do 1955. godine arheološka istraživanja je obavio Marko Vego. Najvažniji rezultat ovog istraživanja je konstatacija da se ovdje radi o obiteljskom groblju vlasteoskog roda Sankovića koji je u 14. stoljeću vodio glavnu riječ u tadašnjoj Humskoj zemlji. Pokretni arheološki materijal pohranjen je u Arheološkom odjeljenju Zemaljskog muzeja Bosne i Hercegovine.
Nekropola sa stećcima sastoji se od 172 stećka i velikog broja grobova bez spomenika. Jedan primjerak je sljemenjak, dok su sve ostalo ploče i sanduci. Nekropola zauzima površinu od oko 1700 m2.  Ukrašena su dva spomenika, jedan sanduk i jedan sljemenjak. Pri vrhu sljemenjaka je friz od niza kosih paralelnih linija, a na bočnim stranama su arkade. Pri vrhu sanduka je friz od povijene lozice s trolistovima.
Na jednom sanduku je natpis, izrađen s dvije strane u dva reda i s druge dvije strane u jednom redu. Pismo je bosanska ćirilica, 14. stoljeće.  Natpis glasi:
Iz natpisa se vidi da se radi o grobu Goisave, žene vojvode Radiča Sankovića. Po svom sadržaju, natpis spada među najdragocjenije spomenike svoje vrste u Bosni i Hercegovini.  U grobu je pronađen netaknut kostur i prilozi: svilene trake, kao ostatak haljine, a u ustima dubrovački dinar sa slikom sv. Vlaha kovan oko 1337. godine.
U stećku pored nađen je kostur s prilogom - u ustima se nalazio dubrovački dinar isti kao kod Goisave. Moguće je da se radi o grobu vojvode Radiča.
Područje je zapušteno, pokriveno lišćem i samoniklim raslinjem. Ostaci zidova crkve i stećci u njezinoj unutrašnjosti zarasli su u mahovinu i lišaje. Veliki broj stećaka je pomjeren iz prvobitnog položaja, utonuo ili skliznuo s padine.